# Гайнц Бузе
Гайнц Бузе (нім. Heinz Buhse; 3 січня 1917, Гайдельберг — 26 березня 1945, Ла-Манш) — німецький офіцер-підводник, оберлейтенант-цур-зее резерву крігсмаріне (1 січня 1944).

## Біографія
16 вересня 1939 року вступив на флот. З травня 1940 року — ад'ютант військово-морської служби Ольборга, з серпня 1940 року — Дюнкерка. З лютого 1941 року — морський транспортний офіцер в штабі морського коменданта Дюнкерка. З квітня 1941 року — ад'ютант і командир роти головної служби морського транспорту на Егейському морі. З серпня 1943 по лютий 1944 року пройшов курс підводника, в лютому-травні — командирську практику в 19-й флотилії, у травні-липні — курс командира підводного човна у 24-й флотилії. З 3 липня 1944 року — командир підводного човна U-399. 6 лютого 1945 року вийшов у свій перший і останній похід, під час якого потопив 2 судна загальною водотоннажністю 7538 тонн.
| Дата            | Назва корабля                              | Тип               | Тоннаж | Вантаж                                                                                               | Екіпаж | Загинули | Країна     | Конвой  |
| --------------- | ------------------------------------------ | ----------------- | ------ | --- | ------ | -------- | ---------- | ------- |
| 21 березня 1945 | James Eagan Layne (безповоротно втрачений) | Торговий пароплав | 7 176  | 4500 тонн інженерного обладнання армії США, а також моторні човни і пиломатеріали як палубний вантаж | 69     | 0        | США        | BTC-103 |
| 26 березня 1945 | Pacific                                    | Торговий теплохід | 362    | 350 тонн вугілля                                                                                     | 10     | 5        | Нідерланди | BTC-103 |

26 березня U-399 був потоплений в Англійському каналі біля Лендс-Енд (49°56′ пн. ш. 05°22′ зх. д.) глибинними бомбами британського фрегата «Дакворт». 1 член екіпажу був врятований, 46 (включаючи Бузе) загинули.

## Нагороди
- Залізний хрест 2-го класу (1940)
- Нагрудний знак блокадопроривача (12 березня 1943)
- Хрест Воєнних заслуг
  - 2-го класу з мечами (20 квітня 1943)
  - 1-го класу з мечами